# Heteroxenicus stellatus
El alicorto estrellado (Heteroxenicus stellatus) es una especie de ave paseriforme de la familia Muscicapidae nativa de las montañas de la región indomalaya. Es la única especie del género Heteroxenicus.

## Taxonomía
Anteriormente se clasificaba en el género Brachypteryx, dentro de la familia Turdidae, pero el género fue trasladado a la familia Muscicapidae y los análisis genéticos indicaron que el grupo era polifilético, por lo que se escindió a la mitad de sus miembros incluyéndolos en otros géneros, quedando el alicorto estrellado como el único miembro del género Heteroxenicus, también en Muscicapidae.

## Distribución geográfica yhábitat
Se encuentra en los bosques de montaña tropicales y subtropicales del Himalaya y el norte del sudeste asiático, distribuidos por el norte de la India, Bután, Nepal, suroeste de China, Birmania, y Vietnam (subespecie H. s. fuscus).